# Zdrojki (Turek)
Zdrojki – osiedle (dawna wieś) na północnym obszarze administracyjnym miasta Turek w Polsce położone w województwie wielkopolskim, w powiecie tureckim.
W latach 1975–1998 miejscowość należała administracyjnie do województwa konińskiego.
Na osiedlu Zdrojki znajduje się siedziba Nadleśnictwa Turek.